# 台湾肿足蕨
台湾肿足蕨（学名：Hypodematium taiwanensis）为肿足蕨科肿足蕨属下的一个种。

## 扩展阅读
- 維基物種上的相關：台湾肿足蕨